# 조선민주주의인민공화국의 국보 (제1호 ~ 제100호)
조선민주주의인민공화국의 국보는 역사적 의의와 조형예술적 가치에 따라 조선민주주의인민공화국의 내각에서 국보문화유물로 평가되어 중앙문화유물보존지도기관이 등록한 문화재를 말한다.

## 지정 목록

### 제1호 ~ 제100호
| 번호  | 사진 | 명칭                 | 소재지                          | 시대     | 비고     |
| 1호   |      | 평양성               | 평양시 중구역                   | 고구려   |          |
| 2호   |      | 안학궁성터           | 평양시 대성구역 안학동          | 고구려   |          |
| 3호   |      | 보통문               | 평양시 중구역 보통문동          | 고구려   |          |
| 4호   |      | 대동문               | 평양시 중구역 대동문동          | 고구려   |          |
| 5호   |      | 숭인전               | 평양시 중구역 종로동            | 고구려   |          |
| 6호   |      | 숭령전               | 평양시 중구역 종로동            | 조선     |          |
| 7호   |      | 묘향산 보현사 구층탑 | 자강도 향산군 향암리            | 고려     |          |
| 8호   |      | 대성산성             | 평양시 대성구역 대성동          | 고구려   |          |
| 9호   |      | 청암리성             | 평양시 대성구역                 | 고구려   |          |
| 10호  |      | 대성산성 남문        | 평양시 대성구역 대성동          | 고구려   |          |
| 11호  |      | 대성산 연못떼        | 평양시 대성구역 대성동          | 고구려   |          |
| 12호  |      | 대성산 고구려 무덤떼 | 평양시 대성구역 대성동          | 고구려   | 세계유산 |
| 13호  |      | 영명사 법운암        | 평양시 만경대구역 룡봉리        | 고구려   |          |
| 14호  |      | 용곡서원             | 평양시 만경대구역 룡봉리        | 조선     |          |
| 15호  |      | 용산리 고구려 무덤떼 | 평양시 력포구역 룡산리          | 고구려   | 세계유산 |
| 16호  |      | 연광정               | 평양시 중구역 대동문동          | 고구려   |          |
| 17호  |      | 부벽루               | 평양시 중구역 금수산            | 고구려   |          |
| 18호  |      | 칠성문               | 평양시 중구역 경상동            | 고구려   |          |
| 19호  |      | 을밀대               | 평양시 중구역 경상동 금수산     | 고구려   |          |
| 20호  |      | 청류정               | 평양시 중구역 경상동            | 고구려   |          |
| 21호  |      | 최승대               | 평양시 중구역 모란동            | 고구려   |          |
| 22호  |      | 전금문               | 평양시 중구역 경상동            | 고구려   |          |
| 23호  |      | 평양종               | 평양시 중구역 대동문동          | 조선     |          |
| 24호  |      | 홍복사 육각칠층탑    | 평양시 모란봉구역 개성동 룡화사 | 고려     |          |
| 25호  |      | 금강사터             | 평양시 대성구역 청암토성내      | 고구려   |          |
| 26호  |      | 호남리 사신무덤      | 평양시 삼석구역 호남리          | 고구려   | 세계유산 |
| 27호  |      | 상원 검은모루유적    | 평양시 상원군 흑우리            | 구석기   |          |
| 28호  |      | 강서 세무덤          | 남포시 강서구역 삼묘리          | 고구려   | 세계유산 |
| 29호  |      | 약수리 벽화무덤      | 남포시 강서구역 약수리          | 고구려   | 세계유산 |
| 30호  |      | 수산리 벽화무덤      | 남포시 강서구역 수산리          | 고구려   | 세계유산 |
| 31호  |      | 백상루               | 평안남도 안주시 안주읍          | 고려     |          |
| 32호  |      | 강선루               | 평안남도 성천군 성천읍          | 고려     |          |
| 33호  |      | 훈련정               | 평안남도 평원군 평원읍 미두산   | 조선     |          |
| 34호  |      | 안국사               | 평안남도 평성시 봉학동 청룡산   | 고려     |          |
| 35호  |      | 성천객사             | 평안남도 성천군 성천읍          | 조선     |          |
| 36호  |      | 동명왕릉             | 평양시 력포구역 룡산리          | 고구려   |          |
| 37호  |      | 황룡산성             | 남포시 룡강군 옥도리 오석산     | 고구려   |          |
| 38호  |      | 자모산성             | 평안남도 어중리                 | 고구려   |          |
| 39호  |      | 쌍기둥무덤           | 남포시 룡강군 룡강읍            | 고구려   | 세계유산 |
| 40호  |      | 보현사               | 자강도 향산군 향암리 묘향산     | 고려     |          |
| 41호  |      | 보현사 상원암        | 자강도 향산군 향암리 묘향산     | 고려     |          |
| 42호  |      | 보현사 축성전        | 자강도 향산군 향암리 묘향산     | 조선     |          |
| 43호  |      | 보현산 불영대        | 평안북도 향산군 향암리 묘향산   | 조선     |          |
| 44호  |      | 구주읍성 남문        | 평안북도 구성시 동문동          | 고려     |          |
| 45호  |      | 창성향교             | 평안북도 창성군 창성읍          | 조선     |          |
| 46호  |      | 천주사               | 평안북도 녕변군 녕변읍          | 조선     |          |
| 47호  |      | 륙승정               | 평안북도 녕변군 녕변읍          | 조선     |          |
| 48호  |      | 고려장성             | 평안북도 창성군 금야리          | 고려     |          |
| 49호  |      | 철옹성 남문          | 평안북도 녕변군 녕변읍          | 고려     |          |
| 50호  |      | 서운사               | 평안북도 녕변군 녕변읍 약산     | 고려     |          |
| 51호  |      | 통군정               | 평안북도 의주군 의주읍          | 고려     |          |
| 52호  |      | 의주읍성             | 평안북도 의주군 의주읍          | 조선     |          |
| 53호  |      | 금광사               | 평안북도 의주군 금광리          | 조선     |          |
| 54호  |      | 박천 심원사 보광전   | 평안북도 박천군 상양리          | 통일신라 |          |
| 55호  |      | 양화사               | 평안북도 태천군 상단리          | 통일신라 |          |
| 56호  |      | 룡오리산성           | 평안북도 태천군 룡상리          | 고구려   |          |
| 57호  |      | 보현사 관음전        | 자강도 향산군 향암리            | 고려     |          |
| 58호  |      | 백마산성             | 평안북도 피현군 백마로동지구    | 고구려   |          |
| 59호  |      | 성동리 다라니석당    | 자강도 향산군 향암리            | 고려     |          |
| 60호  |      | 구주성               | 평안북도 구성시                 | 고려     |          |
| 61호  |      | 릉한산성             | 평안북도 곽산군 관산읍 릉한산   | 고구려   |          |
| 62호  |      | 릉골산성             | 평안북도 염주군과 피현군 경계   | 고구려   |          |
| 63호  |      | 녕변 철옹성          | 평안북도 녕변군 녕변읍          | 고구려   |          |
| 64호  |      | 인풍루               | 자강도 강계시 충성동            | 조선     |          |
| 65호  |      | 망미정               | 자강도 강계시 부창동            | 조선     |          |
| 66호  |      | 강계아사             | 자강도 강계시 북문동            | 조선     |          |
| 67호  |      | 안악 3호무덤         | 황해남도 안악군 오국리          | 고구려   | 세계유산 |
| 68호  |      | 부용당               | 황해남도 해주시 부용동          | 조선     |          |
| 69호  |      | 해주 석빙고          | 황해남도 해주시 옥계동          | 고려     |          |
| 70호  |      | 해주 구층탑          | 황해남도 해주시 해청동          | 고려     |          |
| 71호  |      | 해주 오층탑          | 황해남도 해주시 옥계동          | 고려     |          |
| 72호  |      | 순명문               | 황해남도 해주시 영광동          | 고려     |          |
| 73호  |      | 안악 1호무덤         | 황해남도 안악군 대추리          | 고구려   | 세계유산 |
| 74호  |      | 안악 2호무덤         | 황해남도 안악군 대추리          | 고구려   | 세계유산 |
| 75호  |      | 안악 월정사          | 황해남도 안악군 월정리          | 통일신라 |          |
| 76호  |      | 노암리 고인돌        | 황해남도 안악군 로암리          | 청동기   |          |
| 77호  |      | 강서사 대웅전        | 황해남도 배천군 강호리          | 고려     |          |
| 78호  |      | 룡동리 고인돌        | 황해남도 배천군 룡동리          | 청동기   |          |
| 79호  |      | 소현서원             | 황해남도 벽성군 석담리          | 조선     |          |
| 80호  |      | 자혜사               | 황해남도 신천군 서원리          | 고려     |          |
| 81호  |      | 묘음사 현암          | 황해북도 재령군 서림리 장수산   | 통일신라 |          |
| 82호  |      | 해주 다라니석당      | 황해남도 해주시 해청동          | 고려     |          |
| 83호  |      | 학림사 오층탑        | 황해남도 장연군 학림리          | 청동기   |          |
| 84호  |      | 관산리 고인돌        | 황해남도 은률군 관산리          | 청동기   |          |
| 85호  |      | 광조사 진철대사탑비  | 황해남도 해주시 학현동          | 고려     |          |
| 86호  |      | 연안읍성             | 황해남도 연안군 연안읍          | 고구려   |          |
| 87호  |      | 성불사               | 황해북도 사리원시 정방리        | 통일신라 |          |
| 88호  |      | 정방루               | 황해북도 사리원시 정방리        | 고려     |          |
| 89호  |      | 정방산성             | 황해북도 사리원시 정방리 정방산 | 고려     |          |
| 90호  |      | 성장 김성업비        | 황해북도 사리원시 정방리        | 조선     |          |
| 91호  |      | 연탄 심원사          | 황해북도 연탄군 연탄읍          | 고려     |          |
| 92호  |      | 귀진사               | 황해북도 서흥군 송월리          | 고려     |          |
| 93호  |      | 태백산성             | 황해북도 평산군 산성리          | 고구려   |          |
| 94호  |      | 석왕사               | 강원도 금강군 설봉리            | 고려     |          |
| 95호  |      | 신계사터             | 강원도 금강군 온정리            | 고구려   |          |
| 96호  |      | 장안사터             | 강원도 금강군 내강리            | 고구려   |          |
| 97호  |      | 표훈사               | 강원도 금강군 내강리            | 통일신라 |          |
| 98호  |      | 표훈사 보덕암        | 강원도 금강군 내강리            | 고구려   |          |
| 99호  |      | 정양사               | 강원도 금강군 내강리            | 신라     |          |
| 100호 |      | 금장암 사자탑        | 강원도 금강군 내강리            | 고려     |          |